# 11094 Cuba
A 11094 Cuba (ideiglenes jelöléssel 1994 PG17) a Naprendszer kisbolygóövében található aszteroida. Eric Walter Elst fedezte fel 1994. augusztus 10-én.